# Panzerbataillon 414
Das Panzerbataillon 414 (PzBtl 414; niederländische Bezeichnung: 414 Tankbataljon) ist ein deutsch-niederländisches Panzerbataillon der niederländischen 43. Mechanisierten Brigade mit Standort in der Niedersachsen-Kaserne in Lohheide (Niedersachsen).

## Geschichte
Nach der Deutschen Wiedervereinigung wurde das Panzerbataillon 414 im Jahr 1991 aufgestellt. Der Verband setzte sich aus den Altbeständen der aufgelösten 22. und 23. Panzerregimenter der 9. Panzerdivision der Landstreitkräfte der NVA zusammen und war von 1991 bis 2006 Teil der Panzergrenadierbrigade 41.
Im Zuge der Neuausrichtung der Bundeswehr wurde das Bataillon im Jahr 2015 als deutsch-niederländisches Panzerbataillon neu aufgestellt und der 43 Gemechaniseerde Brigade (die wiederum Teil der 1. Panzerdivision ist) unterstellt. Einsatzbereitschaft hatte das Bataillon 414 im Jahr 2019 hergestellt.
Als Teil der Very High Readiness Joint Task Force der NATO Response Force diente das Panzerbataillon 414 als 10. Rotation der NATO Multinational Battlegroup Lithuania ab August 2021 turnusmäßig für sechs Monate in Litauen zur Sicherung der NATO-Ostflanke (bzw. zur Abschreckung gegenüber Russland).
Am 26. Oktober 2022 wurde dem Verband das Fahnenband „Einsatz“ verliehen.

## Auftrag
Das Panzerbataillon 414 gehört zu den Kampftruppen. Es kämpft vor allem gegen die Panzerkräfte des Feindes, auch unter schwierigen Gelände- und Sichtbedingungen und sogar in urbanem Umfeld. Mit ihren Kampfpanzern Leopard 2 entwickelt die Panzertruppe durch Feuerkraft, Beweglichkeit und Panzerschutz die erforderliche Stoßkraft, um sich auch bei zahlenmäßiger Unterlegenheit durchzusetzen.

## Struktur
Das Panzerbataillon 414 besteht aus fünf Kompanien. Von den etwa 450 Soldaten des Bataillons gehören etwa ein Viertel den niederländischen Streitkräften an, die sich auf den Stab, die 1. und die 4. Kompanie verteilen. Die offizielle Sprache im Bataillon ist deutsch.

## Kommandeure
- bis 31. März 2022: Oberstleutnant Hagen Ruppelt
- seit 31. März 2022: Luitenant-Kolonel Sebastiaan Schillemans (NL)[8]

## Ausstattung

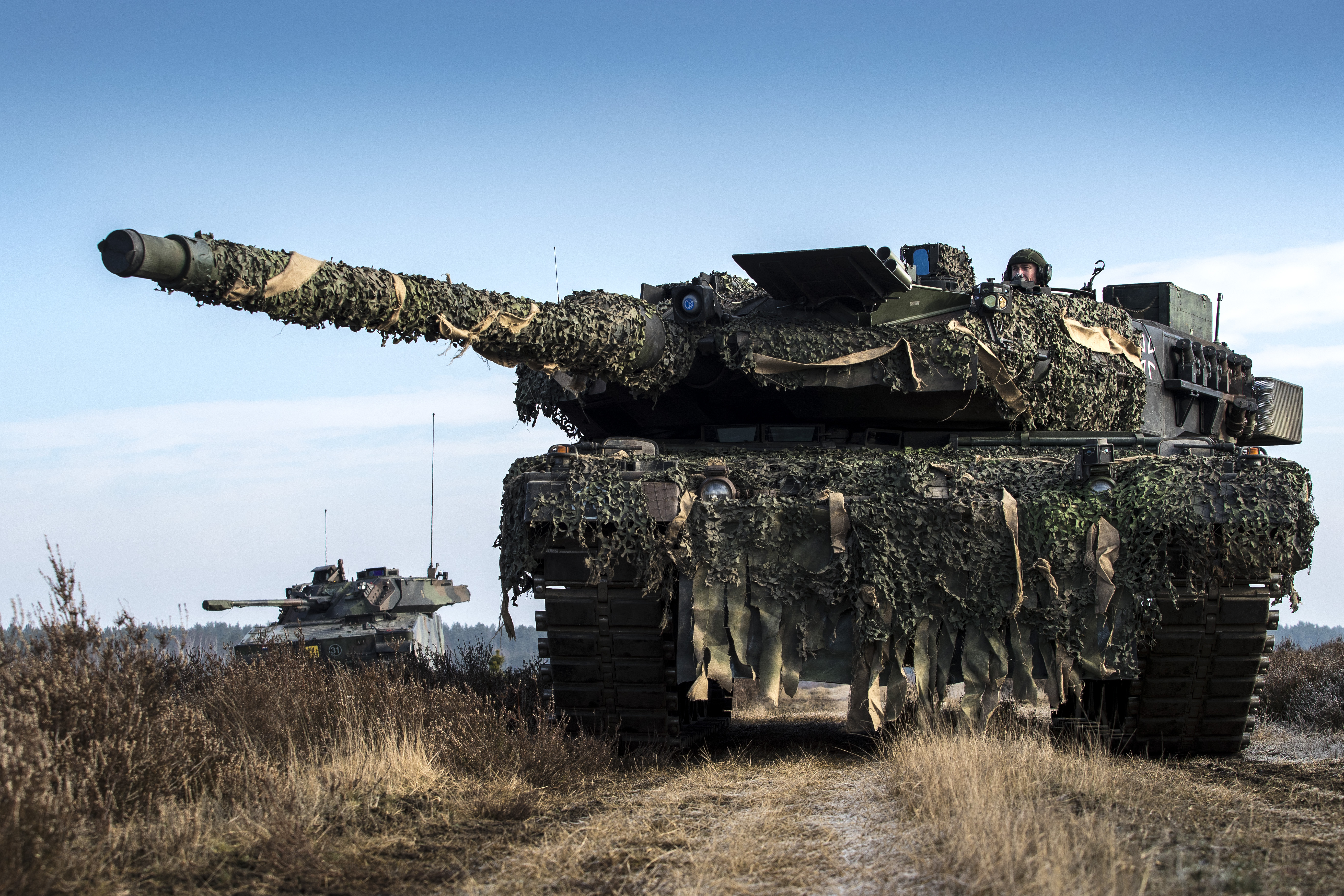
Ein Leopard 2 und ein CV9035NL beim Manöver Peacock Supremacy, im Februar 2018 in Klietz

Das Panzerbataillon 414 ist mit etwa 50 deutschen Leopard-2-Kampfpanzern (Typ: A6 M A2) ausgerüstet. Die Panzer verfügen zusätzlich über ein Führungs- und Informationssystem aus den Niederlanden.

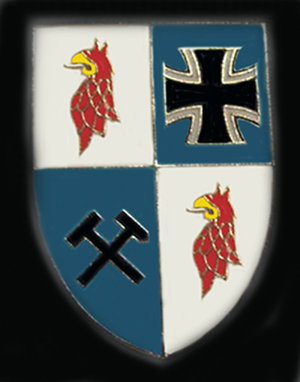
Wappen des Panzerbataillons 414 vor der Neuaufstellung im Jahr 2015